# Milteliphaster
Genre
Milteliphaster est un genre d'étoiles de mer de la famille des Goniasteridae.

## Liste d'espèces
Selon World Register of Marine Species (13 janvier 2019) :
- Milteliphaster woodmasoni Alcock, 1893

Les espèces Milteliphaster wanganellensis H.E.S. Clark, 1982 et Milteliphaster  regenerator (Döderlein,  1922) ont été déplacées en 2018 dans le genre Calliaster.